# Iarupea luisae
Iarupea luisae är en skalbaggsart som beskrevs av Zdzisława Stebnicka 2007. Iarupea luisae ingår i släktet Iarupea och familjen Aphodiidae. Inga underarter finns listade i Catalogue of Life.